# Željko Petrović
Željko Petrović (serb. Жељко Петровић, ur. 13 listopada 1965 w Nikšiciu) – czarnogórski trener piłkarski i piłkarz grający na pozycji prawego obrońcy.

## Kariera klubowa
Piłkarską karierę Petrović rozpoczął w stolicy Czarnogóry, Titogradzie, w tamtejszym klubie Budućnost Titograd. W 1987 roku zadebiutował w pierwszej lidze jugosłowiańskiej. Już w pierwszym sezonie przebił się do podstawowego składu. W zespole z Titogradu grał przez trzy sezony, ale nie osiągnął większych sukcesów. W 1990 roku Czarnogórzec przeszedł do Dinama Zagrzeb. W Dinamie także był podstawowym zawodnikiem i w 1991 roku został wicemistrzem Jugosławii. Ogółem w lidze jugosłowiańskiej rozegrał 89 spotkań i zdobył w nich 8 goli.
Latem 1991 roku Petrović trafił do Hiszpanii i został piłkarzem Sevilli FC. W Primera División zadebiutował 22 grudnia w wygranym 1:0 domowym spotkaniu z CA Osasuna. Nie zdołał wywalczyć jednak miejsca w podstawowym składzie i w La Liga rozegrał tylko 11 spotkań.
W 1992 roku Željko odszedł z Sevilli i przeszedł do holenderskiego FC Den Bosch. Na koniec sezonu spadł z tym klubem z Eredivisie do Eerstedivisie, ale w 1994 roku powrócił do pierwszej ligi holenderskiej, gdy podpisał kontrakt z RKC Waalwijk. Tam przez dwa sezony zdobył 13 bramek i wzbudził zainteresowanie szefów PSV Eindhoven. Latem 1996 został zawodnikiem tego klubu i jako podstawowy zawodnik wywalczył z nim mistrzostwo Holandii na koniec sezonu. W PSV grał także w rundzie jesiennej sezonu 1997/1998, w którym klub z Eindhoven wywalczył wicemistrzostwo kraju.
W 1999 roku Czarnogórzec trafił do klubu japońskiej J-League, Urawy Red Diamonds. W Urawie występował przez trzy lata, a jedynym sukcesem było zajęcie drugiego miejsca w 2000 roku w drugiej lidze. Pod koniec 2000 roku wrócił do Holandii, do Waalwijk i był jego zawodnikiem do końca sezonu 2003/2004. Wtedy też zakończył piłkarską karierę w wieku 37 lat.
| Sezon   | Klub               | Kraj       | Rozgrywki        | Mecze | Bramki |
| ------- | ------------------ | ---------- | ---------------- | ----- | ------ |
| 1987/88 | Budućnost Titograd | Jugosławia | 1. liga          | 18    | 3      |
| 1988/89 | Budućnost Titograd | Jugosławia | 1. liga          | 21    | 3      |
| 1989/90 | Budućnost Titograd | Jugosławia | 1. liga          | 19    | 1      |
| 1990/91 | Dinamo Zagrzeb     | Jugosławia | 1. liga          | 31    | 1      |
| 1991/92 | Sevilla FC         | Hiszpania  | Primera División | 11    | 1      |
| 1992/93 | FC Den Bosch       | Holandia   | Eredivisie       | 13    | 1      |
| 1993/94 | FC Den Bosch       | Holandia   | Eerstedivisie    | 27    | 6      |
| 1994/95 | RKC Waalwijk       | Holandia   | Eredivisie       | 30    | 4      |
| 1995/96 | RKC Waalwijk       | Holandia   | Eredivisie       | 30    | 9      |
| 1996/97 | PSV Eindhoven      | Holandia   | Eredivisie       | 25    | 5      |
| 1997/98 | PSV Eindhoven      | Holandia   | Eredivisie       | 10    | 1      |
| 1998    | Urawa Red Diamonds | Japonia    | J-League         | 27    | 2      |
| 1999    | Urawa Red Diamonds | Japonia    | J-League         | 19    | 1      |
| 2000    | Urawa Red Diamonds | Japonia    | J-League         | 15    | 0      |
| 2000/01 | RKC Waalwijk       | Holandia   | Eredivisie       | 21    | 2      |
| 2001/02 | RKC Waalwijk       | Holandia   | Eredivisie       | 23    | 0      |
| 2002/03 | RKC Waalwijk       | Holandia   | Eredivisie       | 22    | 1      |
| 2003/04 | RKC Waalwijk       | Holandia   | Eredivisie       | 31    | 1      |

## Kariera reprezentacyjna
W reprezentacji Jugosławii Petrović zadebiutował 12 września 1990 roku w wygranym 2:0 wyjazdowym meczu z Irlandią Północną. W 1998 roku został powołany przez Slobodana Santrača do kadry na Mistrzostwa Świata we Francji. Tam był podstawowym zawodnikiem Jugosłowian. Wystąpił w grupowych spotkaniach z Iranem (1:0), Niemcami (2:2) oraz Stanami Zjednoczonymi (1:0), a także w 1/8 finału z Holandią (1:2). Mecz Holandią był jego ostatnim w reprezentacji. Łącznie wystąpił w niej 18 razy.

## Kariera trenerska
Po zakończeniu kariery piłkarskiej Petrović został trenerem. 21 sierpnia 2006 roku został zatrudniony na stanowisku pierwszego trenera portugalskiego klubu Boavista FC. W jego debiucie Boavista pokonała Benfikę Lizbona, jednak do października 2006 zespół osiągał przeciętne rezultaty, w efekcie czego Czarnogórzec został zwolniony ze stanowiska. W sezonie 2007/2008 szkolił piłkarzy RKC Waalwijk, jednak nie zdołał awansować z nimi z drugiej do pierwszej ligi holenderskiej. Wraz z początkiem sezonu 2008/2009 został asystentem Martina Jola w Hamburger SV.